# Чернуско-Ломбардоне
Чернуско-Ломбардоне (итал. Cernusco Lombardone) — коммуна в Италии, располагается в регионе Ломбардия, подчиняется административному центру Лекко.
Население составляет 3540 человек, плотность населения составляет 1180 чел./км². Занимает площадь 3 км². Почтовый индекс — 22052. Телефонный код — 039.
Покровителями коммуны почитаются Пресвятая Богородица и Иоанн Креститель, празднование 24 июня.